# الفلبين في دورة الألعاب الآسيوية 1974
شَارَكَتْ الفلبين في دورة الألعاب الآسيوية لعام 1974 التي عُقِدَت في طهران بإيران في الفترة من 1 إلى 16 سبتمبر 1974. احتلَّت المرتبة الخامسة عشر بدون ميداليات ذهبية وميداليتين فضية و 11 ميدالية برونزية بمَجمُوع 13 ميدالية.

## مَراجِع
1. ↑  1974 Asian Games medal tally نسخة محفوظة 2006-07-11 على موقع واي باك مشين.